# Selliguea wuliangshanensis
Selliguea wuliangshanensis är en stensöteväxtart som först beskrevs av W.M.Chu, och fick sitt nu gällande namn av S.G.Lu, Hovenkamp och M.G.Gilbert. Selliguea wuliangshanensis ingår i släktet Selliguea och familjen Polypodiaceae. Inga underarter finns listade.